# ذا آي تي كراود (مسلسل بريطاني)
ذا آي تي كراود (بالأنجليزي The IT Crowd )هو مسلسل كوميدي بريطاني عن طريق القناة الرابعة البريطانية. وكتبة عن طريق الكاتب جرهام لينهام.

## روابط خارجية
- ذا آي تي كراود على موقع IMDb (الإنجليزية)
- ذا آي تي كراود على موقع ميتاكريتيك (الإنجليزية)
- ذا آي تي كراود على موقع روتن توميتوز (الإنجليزية)
- ذا آي تي كراود على موقع نتفليكس (الإنجليزية)
- ذا آي تي كراود على موقع كينوبويسك (الروسية)
- ذا آي تي كراود على موقع ألو سيني (الفرنسية)
- ذا آي تي كراود على موقع قاعدة بيانات الفيلم (الإنجليزية)